# Церковь Александра Невского (Княжье Озеро)
Храм Святого Благоверного князя Александра Невского в посёлке Княжье Озеро — приходской храм Истринского благочиния Московской епархии Русской православной церкви. Храм расположен в посёлке Княжье Озеро Истринского района Московской области (24-й км Новорижского шоссе). При храме действует воскресная школа, имеется крещальня, церковная библиотека и иконописная мастерская. Престольный праздник совершается в честь святого благоверного князя Александра Невского (12 сентября, 6 декабря). Настоятель храма — иерей Максим Сычёв.

## История
В 2002 году на территории посёлка Княжье Озеро была зарегистрирована православная община. 12 сентября 2005 года с благословения митрополита Крутицкого и Коломенского Ювеналия благочинный Истринского церковного округа Дмитрий Подорванов совершил чин закладки Александро-Невского храма. В 2005 году состоялся конкурс на проектирование храма. Совет приходской общины выбрал проект архитектора Сергея Борисова. В 2008 году на стройплощадке побывали участники международной конференции Союза архитекторов России. Проект рассматривался на «Рождественских чтениях», обсуждался на XXIII Международном конгрессе архитекторов в Турине.
11 апреля 2009 года, в Лазареву субботу, старец и духовник Оптиной пустыни схиархимандрит Илий (Ноздрин) совершил чин малого освящения храма. 9 мая прошла первая Божественная литургия в нижнем храме в приделе Святых Жен-Мироносиц. 15 сентября были освящены кресты и купола, которые в этот же день были установлены на колокольне храма. Общее количество глав с крестами — девять. Диаметр центрального купола — 7,4 м, а высота креста — 5,2 м. Все купола и кресты изготовлены и смонтированы специалистами инженерного центра «Грант» из Волгодонска, позолотные работы выполнили сотрудники творческой мастерской «Изограф».
Осенью 2009 года Государственный Русский музей принял решение о перемещении чудотворной Торопецкой иконы Божией Матери «Одигитрия», написанной в первой половины XIV века, из своих фондов в Александро-Невский храм. 3 декабря 2009 года Торопецкая икона Божией Матери в специальном киоте была доставлена в этот храм. 6 июня 2010 года патриарх Московский и всея Руси Кирилл поклонился чудотворному образу Божией Матери.
На Пасху 2013 года впервые состоялось богослужение в верхнем храме.
В центральном приделе верхнего храма находится пятиярусный резной иконостас высотой 19,5 м. Образцом явился иконостас собора Успения Пресвятой Богородицы — кафедрального собора Смоленской епархии Русской православной церкви. Иконостас в Александро-Невском храме выполнен резчиками творческой мастерской «Изограф» в стиле барокко и покрыт сусальным золотом.
Полы в храме из мрамора с инкрустацией по периметру, панно вокруг колонн изготовлены итальянскими мастерами.

## Архитектура
Пятиглавый храм в духе русских построек XIX века с боковыми приделами и шатровой колокольней. Общее количество глав с крестами — девять. Диаметр центрального купола — 7,4 м, высота креста — 5,2 м. Общее количество приделов — восемь. Один из приделов — придел во имя Корсунско-Торопецкой иконы Божией Матери, в котором с 3 декабря 2009 года временно находится Корсунско-Торопецкая икона Божией Матери.

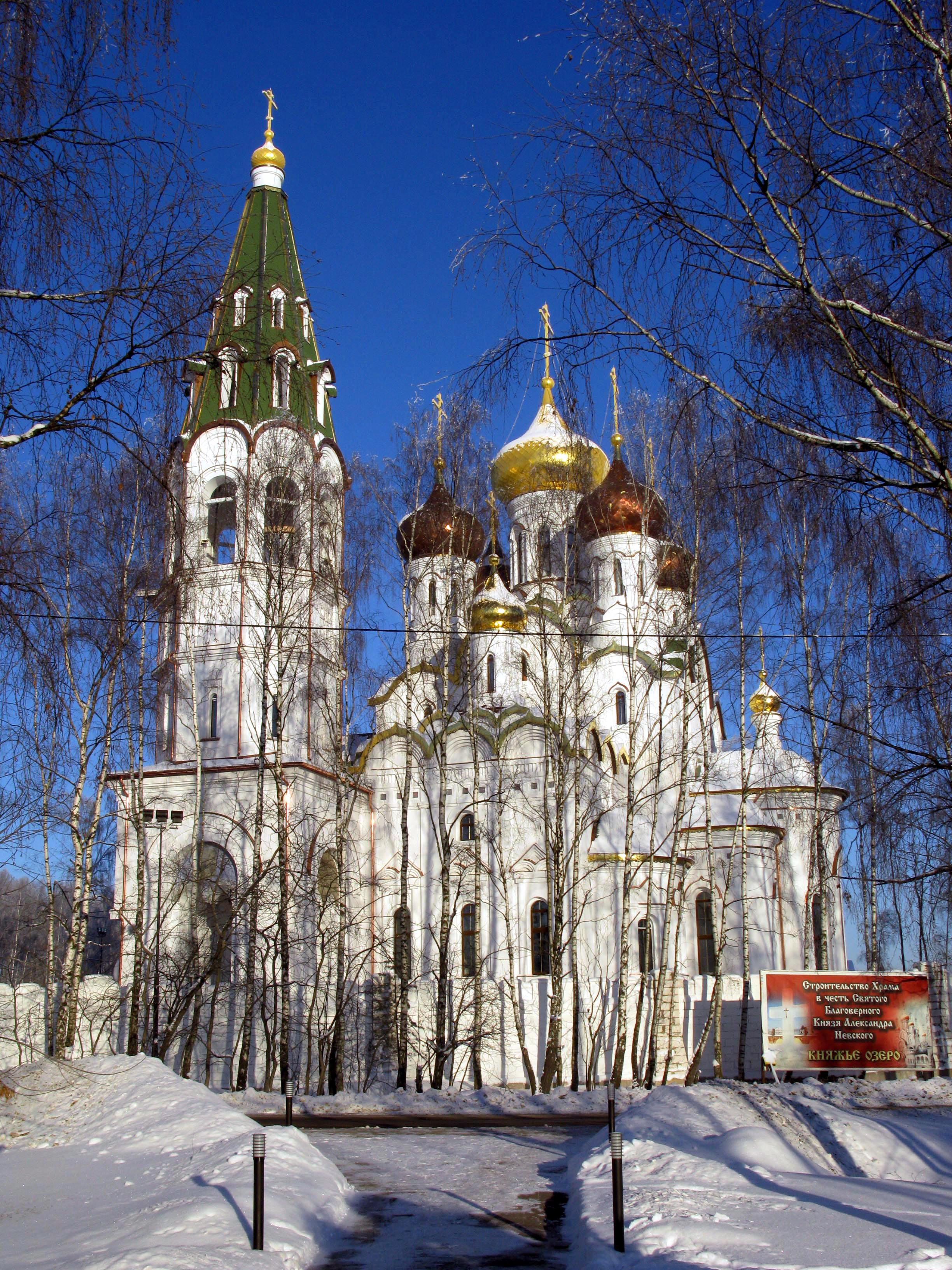
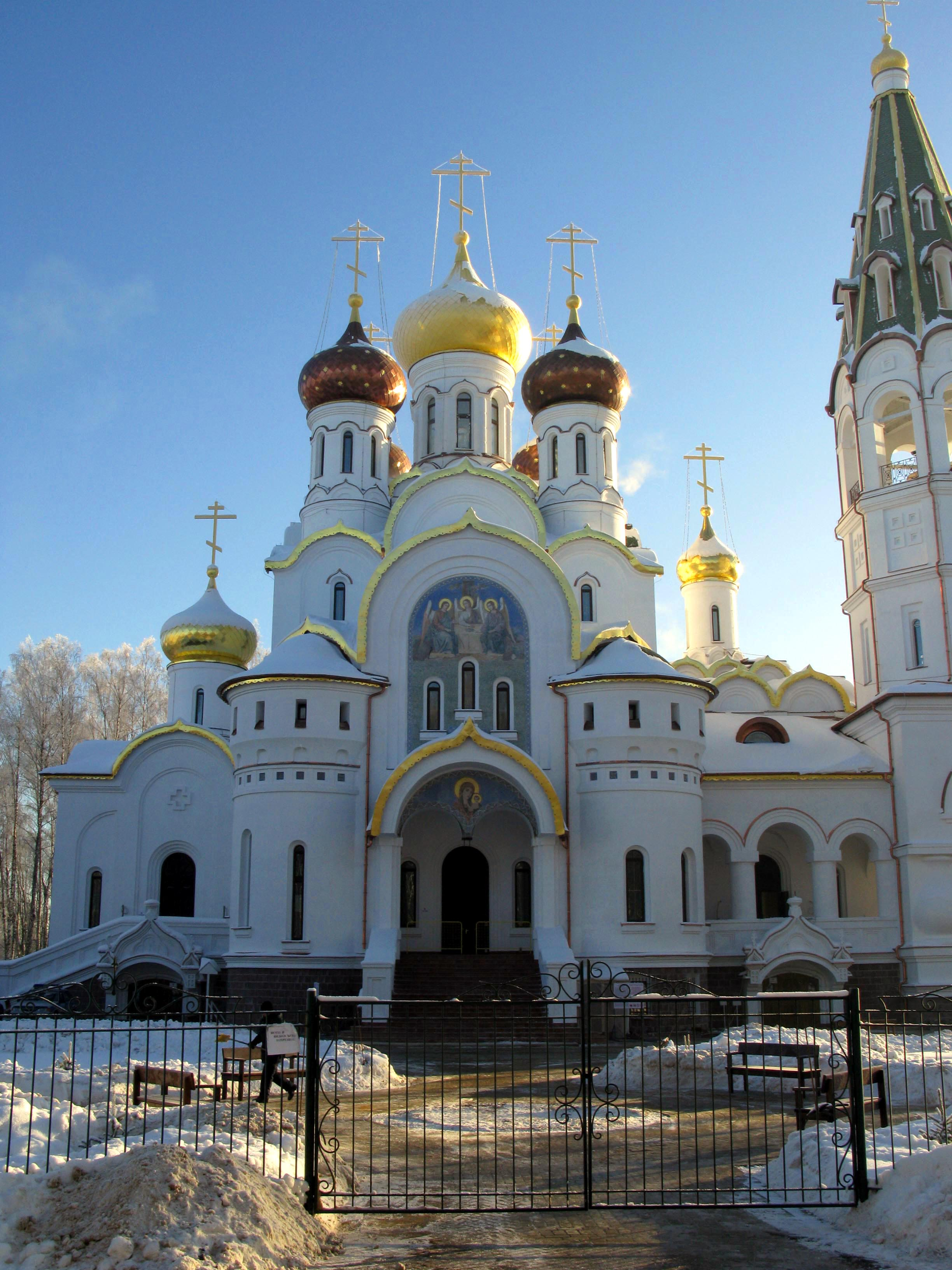
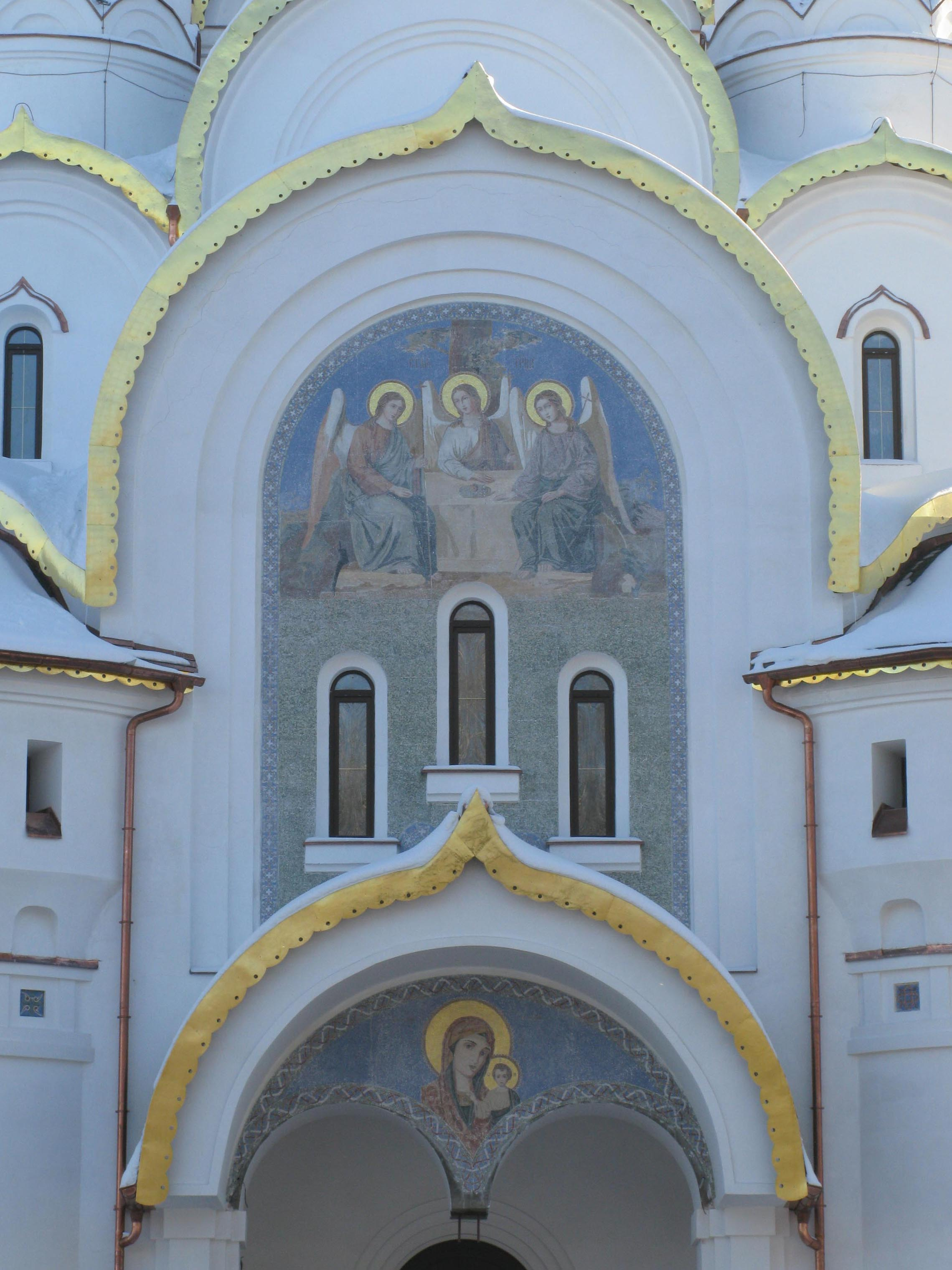

## Святыни храма
- Торопецкая икона Божией Матери,
- список Тихвинской иконы Божией Матери.